# Grad Cahir
Grad Cahir (irsko Caisleán na Cathrach), eden največjih gradov na Irskem, stoji na otoku v reki Suir. Leta 1142 ga je zgradil Conor O'Brien, thomondski princ. Zdaj  je v središču mesta Cahir v grofiji Tipperary. Je dobro ohranjen, imajo vodene oglede in avdiovizualne predstave v več jezikih.

## Zgradba
Grad je bil zgrajen na starejši utrdbi in v njeni bližini, znani kot cathair (kamnita utrdba), po čemer je mesto dobilo ime. Osnovna zgradba gradu datira v 13. stoletje, graditelji so bili družina O'Brien. Zgrajen je bil v dveh delih, pri čemer je bila stran zdaj ob ulici zgrajena 200 let pred stranjo, ki je zdaj opremljena za avdiovizualno predstavo.
V posesti močne družine Butler v poznem 14. stoletju je bil grad razširjen in preurejen med 15. in 17. stoletjem. V 17. stoletju je bil opuščen in v poznem 18. stoletju začel propadati. Delno je bil obnovljen v 1840-ih. Velika dvorana je bila delno obnovljena leta 1840.

## Lokacija in zgodovina
Leta 1375 je bil grad dodeljen Jamesu Butlerju, novemu grofu Ormondu za njegovo zvestobo Edvardu III. Njegov sin James, drugi grof (iz druge zakonske zveze), je svoje posesti prepustil baroniji Iffa in Offa West, čeprav niso bili plemeniti. To se je spremenilo  leta 1542, ko je bil imenovan prvi baron Cahir. V primerjavi s svojimi anglikanskimi brati je bila ta veja družine Butler na strani rimskokatoliške Irske v elizabetinski vojni. Leta 1599 je bil grad po tridnevnem obleganju vojske grofa Essexa zajet in bil leto dni pod nadzorom sira Charlesa Blounta. Grof Cahir se je leta 1601 združil z grofom iz Tirona in bil zajet zaradi izdaje, kasneje pa dosegel popolno pomilostitev. Leta 1627 je bil grad prizorišče slavnega umora, ko je Cahirjev zet lord Dunboyne umoril svojega daljnega bratranca Jamesa Prendergasta v sporu o dedovanju: obsojen je bil za ubijanje, vendar oproščen.
Med irskimi konfederacijskimi vojnami je bil dvakrat oblegan. Leta 1647 se je George Mathew, varuh mladega lorda Cahirja, predal Murroughu O'Brienu, šestemu baronu Inchiquinu (kasneje prvi grof in potomec graditeljev Cahirja), po njegovi zmagi v bitki pri Knocknanaussu. Leta 1650 se je ponovno predal Oliverju Cromwellu, ko je osvojil Irsko brez strela.
Leta 1961 je umrl zadnji lord Cahir in grad je bil vrnjen irski državi.

## Zaščita
V poznem 20. stoletju je bil grad razglašen za narodni spomenik, zdaj pa ga upravlja Urad javnih gradenj, ki ohranja grad in skrbi za oglede.

## Film
Leta 1999 so grad kot grad Kells uporabili v Sabanovi filmski seriji Mystic Knights Of Tir Na Nog na Fox Kids. 
Leta 1981 je bil grad začetno prizorišče filma Excalibur, ki ga je vodil John Boorman. 
Grad je bil uporabljen tudi v televizijski seriji Tudorji.
Med drugim sta bila tu snemana tudi filma Barry Lyndon in Tristan in Izolda. 